# Erysimum pulchellum
Erysimum pulchellum là một loài thực vật có hoa trong họ Cải. Loài này được (Willd.) J.Gay mô tả khoa học đầu tiên năm 1842.